# Elopia
Elopia es el nombre de una antigua ciudad griega de Eubea. 
Según Estrabón, existía una tradición según la cual un personaje mítico llamado Élope había fundado Elopia y había unido a sus dominios otras ciudades entre las que se encontraban Histiea, Períade (aunque en este caso hay dudas sobre si se trata de un topónimo o de una expresión que significa «la llanura circundante»), Cerinto, Edepso y Orobias. Sin embargo también menciona que se llamó Elopia a toda la isla de Eubea o, en ocasiones, se cree que así se llamó a toda la parte norte de la isla.